# Saint-Jean-d’Alcapiès
Saint-Jean-d’Alcapiès település Franciaországban, Aveyron megyében. Lakosainak száma 223 fő (2022. január 1.). Saint-Jean-d’Alcapiès Roquefort-sur-Soulzon, Saint-Affrique és Saint-Jean-et-Saint-Paul községekkel határos.

## Népesség
A település népessége az elmúlt években az alábbi módon változott:
| Lakosok száma | 139  | 110  | 133  | 242  | 266  | 260  | 255  | 254  | 244  | 223  |
|               | 1968 | 1982 | 1990 | 2006 | 2013 | 2015 | 2017 | 2019 | 2020 | 2022 |